# Wil (Saint-Gall)
Pour les articles homonymes, voir Wil.
Wil est une commune suisse du canton de Saint-Gall, située dans la circonscription électorale de Wil.

## Géographie

Photo aérienne (1953)

La ville se situe à proximité de la Thur.

## Histoire

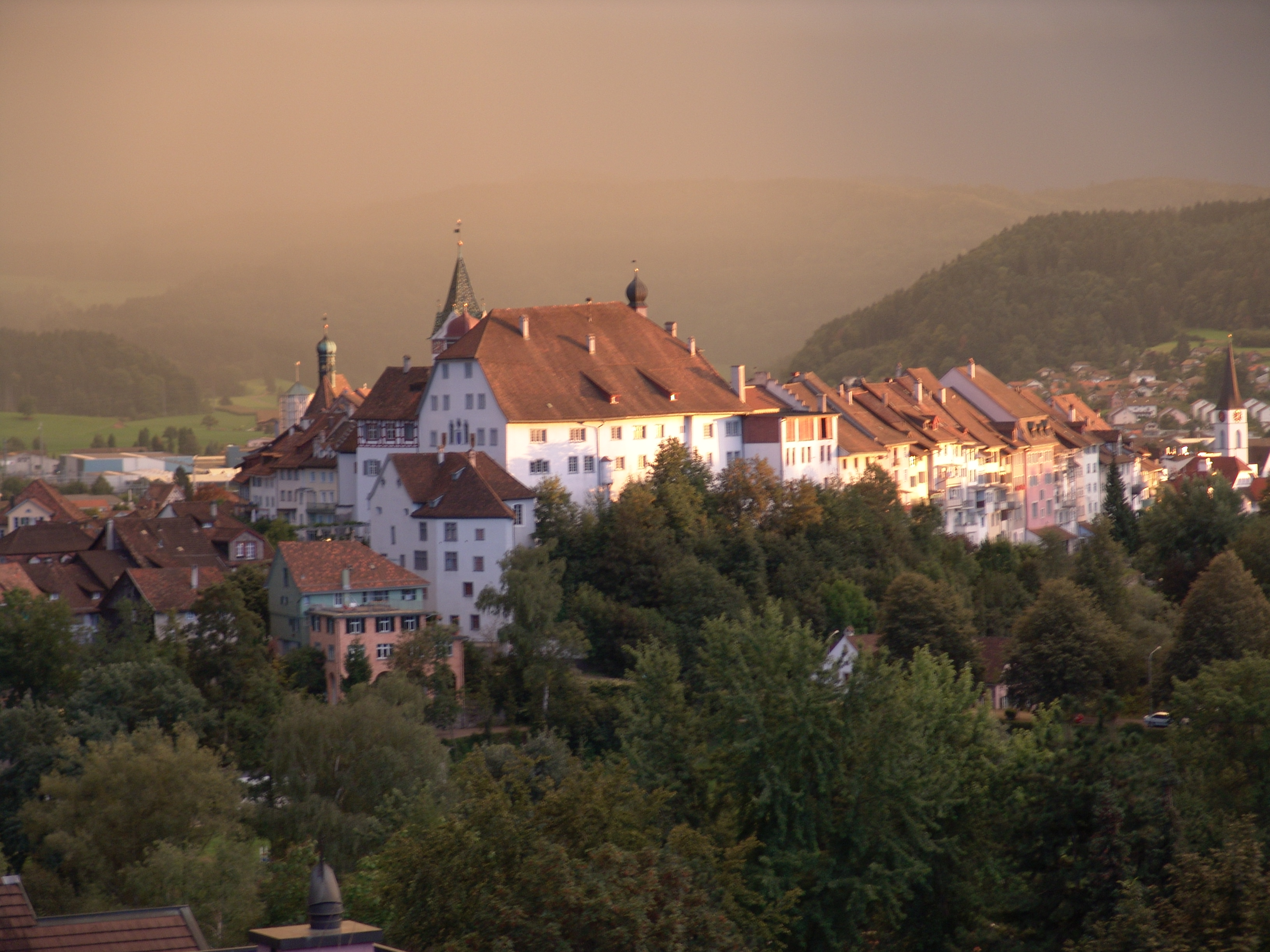
Vue de la vieille ville de Wil, sous un ciel nuageux.

Le nom de Wil apparaît pour la première fois dans un document officiel en l'an 754, en même temps que celui des localités voisines de Rickenbach et de Züberwangen. Il se pourrait toutefois que la mention de Wil désigne en fait la localité voisine de Wilen. La cité fut fondée dans la seconde moitié du XIIe siècle par les comtes de Toggenburg, qui la cédèrent au couvent de Saint-Gall en 1226. En 1292, les Habsbourg attaquent et incendient la ville de Wil, obligeant ses habitants à aller s'établir à Schwarzenbach, trois kilomètres plus au sud. En 1301, la ville est restituée à l'abbaye de Saint-Gall et repeuplée par ses occupants précédents,  après quoi le village de Schwarzenbach est rasé. Si l'on excepte un brève période d'occupation par les Appenzellois lors de leur soulèvement en 1407, la cité reste par la suite une possession incontestée des princes-abbés de Saint-Gall qui en font leur résidence. En 1451, le prince-abbé Kaspar von Breitenlandenberg conclut une alliance avec les territoires confédérés de Zurich, Lucerne, Glaris et Schwytz aux termes de laquelle Wil devient le siège de l'Amtmann confédéré. Durant la seconde moitié du XVe siècle, le prince-abbé Ulrich Rösch (1463–1491) se préoccupe d'établir une concession pour un marché supplémentaire, pour favoriser le développement économique. En son honneur, une rue de Wil porte aujourd'hui son nom. Entre 1525 et 1531, la Réforme compte des partisans à Wil, mais la victoire des pays catholiques, lors de la deuxième guerre de Kappel, met un frein à leur influence. La suzeraineté de l'abbé sur la ville prend fin en 1798, lorsque le Fürstenland se déclare indépendant à la suite de la dissolution de l'ancienne confédération.

## Économie
- Camion Transport, logistique
- Stihl, appareils pour l’entretien des espaces verts

## Transports
- Ligne ferroviaire CFF Zurich-Saint-Gall
- Ligne ferroviaire Thurbo Wil-Weinfelden
- Ligne ferroviaire Frauenfeld-Wil-Bahn
- Autoroute A1 Genève-St. Margrethen, sortie 77

## Sport
- FC Wil
- UHC Wil

## Médias
- Radio One

## Personnalités
- Adrian Bodmer (1995-), joueur de tennis
- Max Peter Ammann, réalisateur
- Moreno Costanzo (1988-), footballeur
- Paul Eisenring (1924–2016), politicien et rédacteur en chef
- Kurt Felix, présentateur de télévision de Teleboy et Verstehen Sie Spaß?
- Marco Hämmerli, Super League-footballeur
- Johann Baptist Hilber (1891–1973), musicien, compositeur, chef de chœur
- Paul Huber, compositeur et chef d'orchestre[3]
- Daniel Imhof, joueur de football national (Canada)
- Stefan Küng, coureur cycliste
- Fabian Schär (1991-), joueur de football national
- Anna Sutter, chanteuse d'opéra
- Dominikus Tschudi, abbé de Muri
- Kurt Widmer, chanteur et pédagogue vocal
- Alex Zülle (1968-), coureur cycliste
- Jakob Zweifel, architecte

## Manifestation
La Laternenvisitation (Inspection des lanternes) est une coutume qui tire ses origines d'une ordonnance municipale et protocolaire : au XIXe siècle il est demandé aux habitants qu'en période troublée il faut faire brûler une « lumière protégée » (une lanterne) devant chaque maison. Chaque année, le soir de la Saint-Sylvestre, la commission du feu devant s'assurer de l'exécution de l'ordonnance inspecte chaque lanterne de la localité. De nos jours cette inspection se fait toujours mais sans contrainte officielle. C'est devenu un cortège festif avec enfants, lampions et lanternes colorées et musique avec pour seul éclairage les fanaux allumés pour l'occasion.

## Curiosités
- Le château
- La vieille ville[6].
- Église paroissiale Saint-Nicolas, mentionnée en 1333.
- Hof, fondé pour servir de château-fort dans la seconde moitié du XIIe siècle[6].
- Maison zum Toggenburg, construite à la fin du XVe siècle, pour servir de résidence au gouverneur du couvent.
- Baronenhaus, plus important bâtiment patricien néo-classique du canton de Saint-Gall, construit en 1795. Avec les archives de la ville[6].